# راس دراپر
راس دراپر (انگلیسی: Ross Draper؛ زادهٔ ۲۰ اکتبر ۱۹۸۸) بازیکن فوتبال اهل بریتانیا است.
از باشگاه‌هایی که در آن بازی کرده‌است می‌توان به باشگاه فوتبال استافورد رانجرز، باشگاه فوتبال اینورنس کالدنیون تیسل، باشگاه فوتبال مکلسفیلد تاون، و باشگاه فوتبال شروزبری تاون اشاره کرد.